# Vicq-sur-Nahon
Vicq-sur-Nahon là một xã ở tỉnh Indre ở miền trung nước Pháp. Xã này có diện tích 49,08 km², dân số năm 1999 là 778 người. Khu vực này có độ cao trung bình 116mét trên mực nước biển.